# Rosice (okres Chrudim)
Rosice jsou obec v okrese Chrudim v Pardubickém kraji, 12 km jihovýchodně od Chrudimi. Mají rozlohu 16,09 km²; žije zde přibližně 1 400 obyvatel.
Obec je často neoficiálně označována jako Rosice u Chrasti. Tak zní oficiálně jméno katastrálního území, místní pošty a někdejší železniční zastávky na zrušené železniční trati Hrochův Týnec – Chrast u Chrudimi. V minulosti byla obec nazývána též Vladycké Rosice.

## Historie

### Exulanti
V dobách protireformace (doba temna) žili poddaní ve strachu z toho, že opustí-li víru svých předků, nebudou spaseni, ale budou-li se jí držet, ztratí děti, svobodu nebo svůj život. Z Rosic v Chrudimském kraji v roce 1770 prokazatelně uprchli do Münsterbergu v pruském Slezsku: Franc Chmelík (krejčovský tovaryš z Rosic) a Anna Jehličková (otec Václav, Rosice); v Münsterbergu byli tito mladí lidé 22. neděli po svátku Nejsvětější Trojice oddáni.

## Místní části
Obec tvoří čtyři vesnice, k jejichž sloučení došlo roku 1974.
- Bor u Chroustovic
- Brčekoly
- Rosice
- Synčany

## Památky

### Kostel svatého Václava
Hřbitovní kostel svatého Václava byl postaven ve druhé polovině 18. století na místě starší renesanční stavby. U kostela se nachází polozděná zvonice z 18. století.

### Hospodářský dvůr čp. 8
Dvůr stojí na severním okraji obce při průjezdní silnici, podél níž teče potok Žejbro; sestává ze složitého komplexu budov, jehož jádro tvoří někdejší tvrz stojící uprostřed nádvoří; další objekty byly připojovány v době barokní a později.

### Zámeček
Objekt svým vzhledem ještě zcela renesanční, zbudovaný v letech 1650–1653, stojí uprostřed rozlehlého hospodářského dvora. Patrové stavení o sedmi osách v průčelí a pěti na boční straně. Ve střední ose zvýšeného přízemí se nachází portál. Vstup v profilovaném ostění s uchy. Po stranách otvoru vstupu stojí polosloupy s jednoduchými hlavicemi. Polosloupy nesou rozštěpený obloukový štít. Pod ním reliéfní hlavička. K plošině před vstupem stoupá z obou stran několik schodů. Sály a místnosti patra jsou opatřeny rovnými stropy a bohatou štukovou dekorací. Tvoří ji rámce s pletencem, perlovcem, rosetami a věnci. Pod dnešním nátěrem stěn se zachovaly zbytky původní malby.

### Dům čp. 1
Patrová budova na půdorysu protáhlého obdélníka obrácené průčelím k silnici. Její fasáda byla nově upravena v období mezi oběma světovými válkami. Interiéry plochostropé. Úprava schodiště ukazuje, že objekt je původem klasicistní, možná už barokní.

### Hospodářská stavení
Severovýchodně od křídla s kaplí, poněkud více vysunuto k silnici, stojí stavení zčásti patrové a zčásti přízemní. Mezi ním a křídlem s kaplí byl ponechán prostor pro vjezd do dvora. Do patrové části při bráně se vchází portálem v obdélném ostění s uchy. Interiér plochostropý. Dál navazují přízemní stavení chlévů, sklenuté plackami a plackami segmentového průřezu. Stáje, chlévy a stodoly ohraničují i pravou stranu dvora.
Část při bráně je patrně barokního původu. Chlévy, stáje a stodoly klasicistní a poklasicistní.

### Hromadný hrob z napoleonských válek
Asi 2 km jihozápadně od Rosic je hromadný hrob z napoleonských válek datovaný k roku 1813. V onom roce nechal místní sedlák pan Dočkal postavit pomník na počest padlým Francouzům, kteří byli ošetřováni v bývalé jízdárně v Rosicích.
Pověst říká, že jeden údajně mrtvý se v otevřené jámě probral a dostal se zpět do Rosic, kde dožil. V 70. letech 20. století se o něj zajímalo francouzské velvyslanectví.

## Pověsti
Během třicetileté války se obyvatelé báli, že jim bude odcizen vzácný kostelní zvon, a proto jej ukryli do lesa Doubravy. Za války však všichni pamětníci zahynuli a zvon byl ztracen. Jednou jej náhodou vyhrabala zaběhlá svině. Později zvon vyměnili za zvon v Chrasticích, zvony se však v noci vrátily zpět. Při přeletu mezi obcemi se srazily tak prudce, až rosický zvon pukl. Přelil jej švédský zvonař Ohlson, který si za opravu nevyžádal odměnu, aby tak odčinil zlo, které spáchal jeho národ Čechům za třicetileté války. Jiné zdroje však uvádějí vyplacení odměny za opravu zvonu.

## Vzdělání a kultura
V Rosicích je základní škola, mateřská škola, několik prodejen, dvě hospody, pošta, sportovní areál s fotbalovým hřištěm, tenisovými, volejbalovými a nohejbalovými dvorci.

## Osobnosti
Narodili se zde:
- Václav Vilém Trnobranský (1819–1883), obrozenecký básník a spisovatel
- Karel Konvalinka (1885–1970), dirigent, hudební skladatel a pedagog
- Antonín Boček (1897–1918), voják, příslušník československých legií v Itálii, jeden z 10 legionářů, kteří byli po upadnutí do rakouského zajetí během bitvy na Piavě odsouzeni k smrti a zastřeleni ještě téhož večera 15. června 1918 u vily Casa Montone (lokalita se též uvádí pod názvem Colle di Guarda) v katastru obce Susegana v provincii Treviso). Událost na místě připomíná dvojice pamětních desek v italském a českém jazyce (45°52′21,72″ s. š., 12°12′42″ v. d.); ostatky popravených byly po válce převezeny do Prahy na Olšanské hřbitovy.[6]

## Galerie

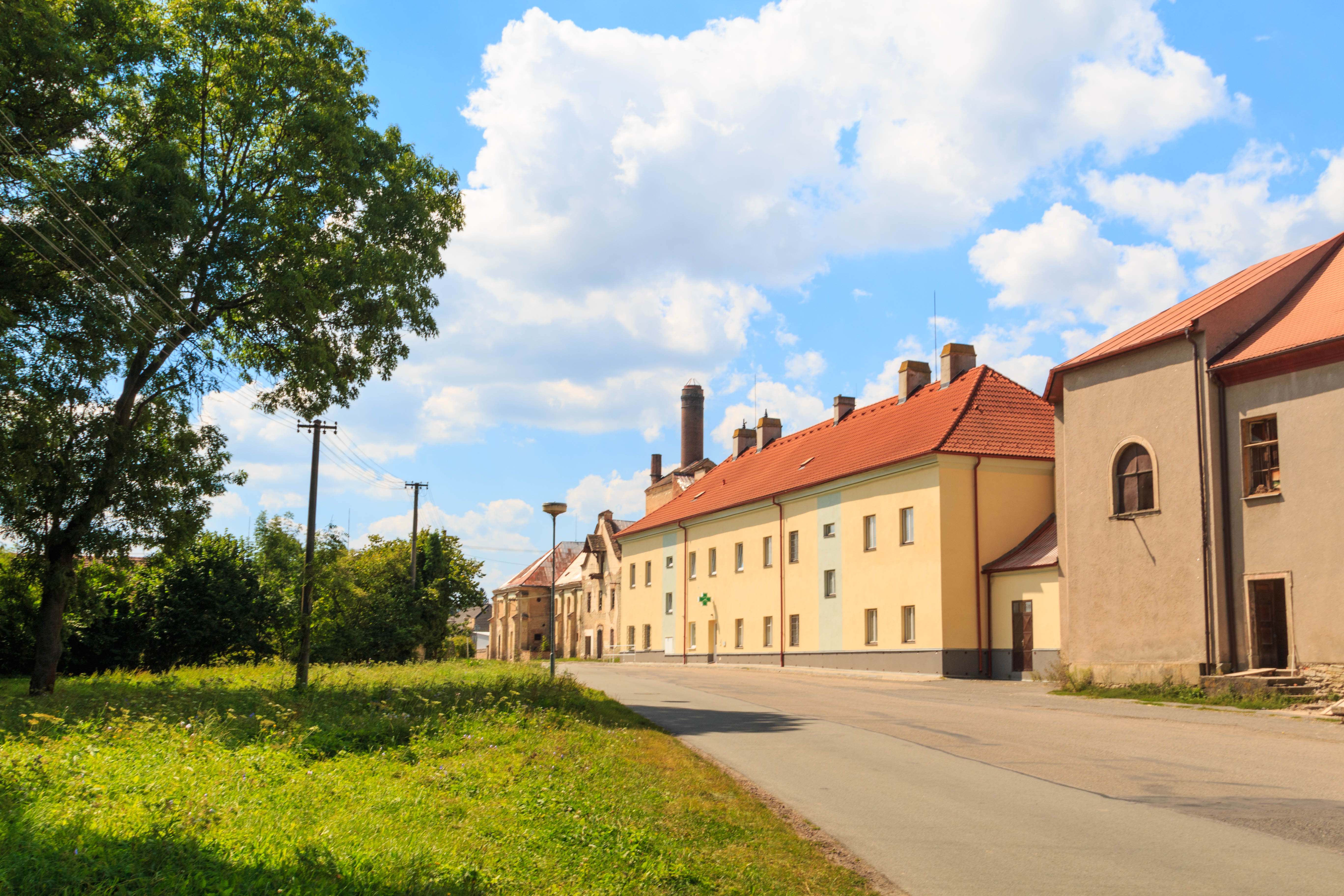
Družstvo v Rosicích
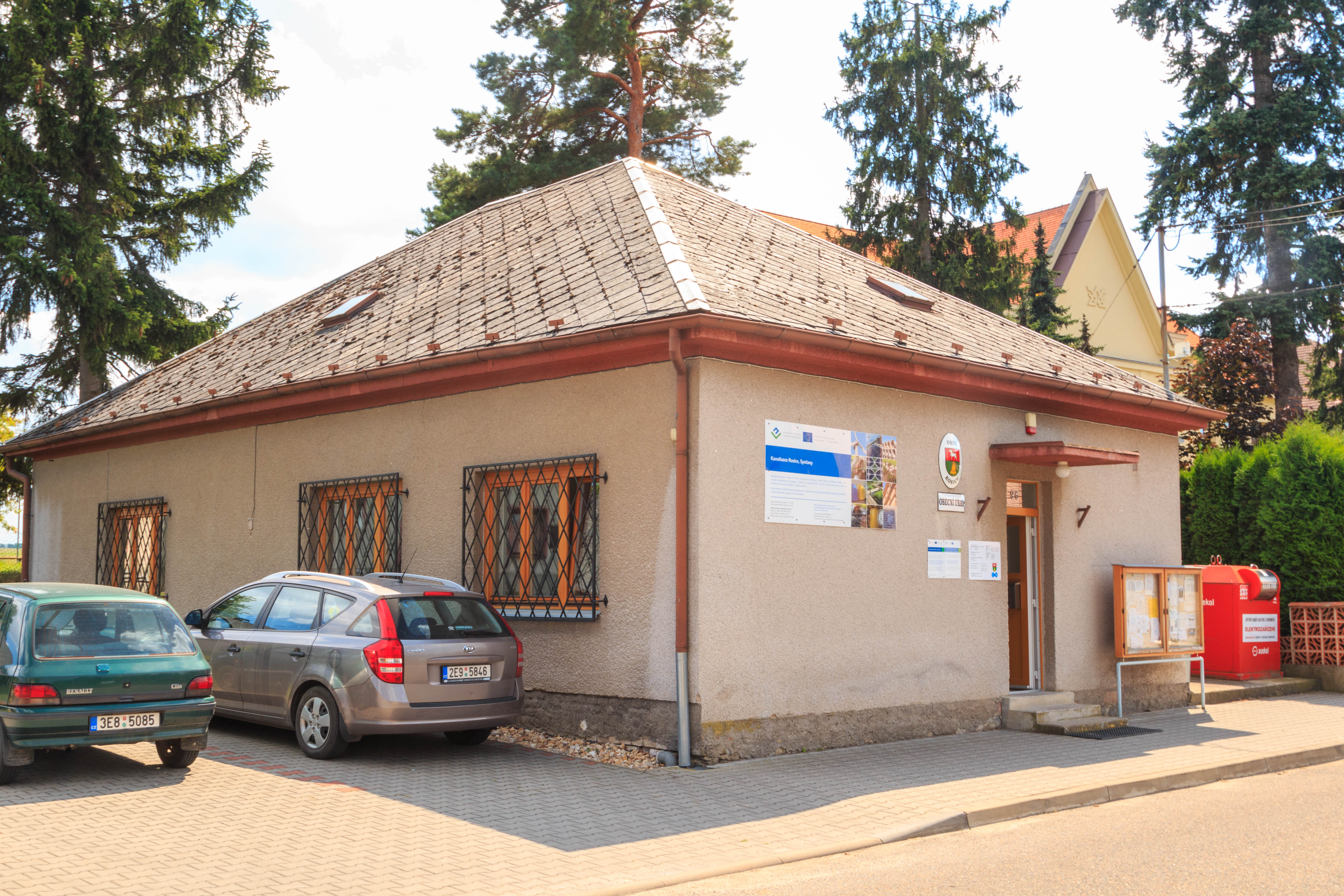
Rosice u Chrasti – obecní úřad
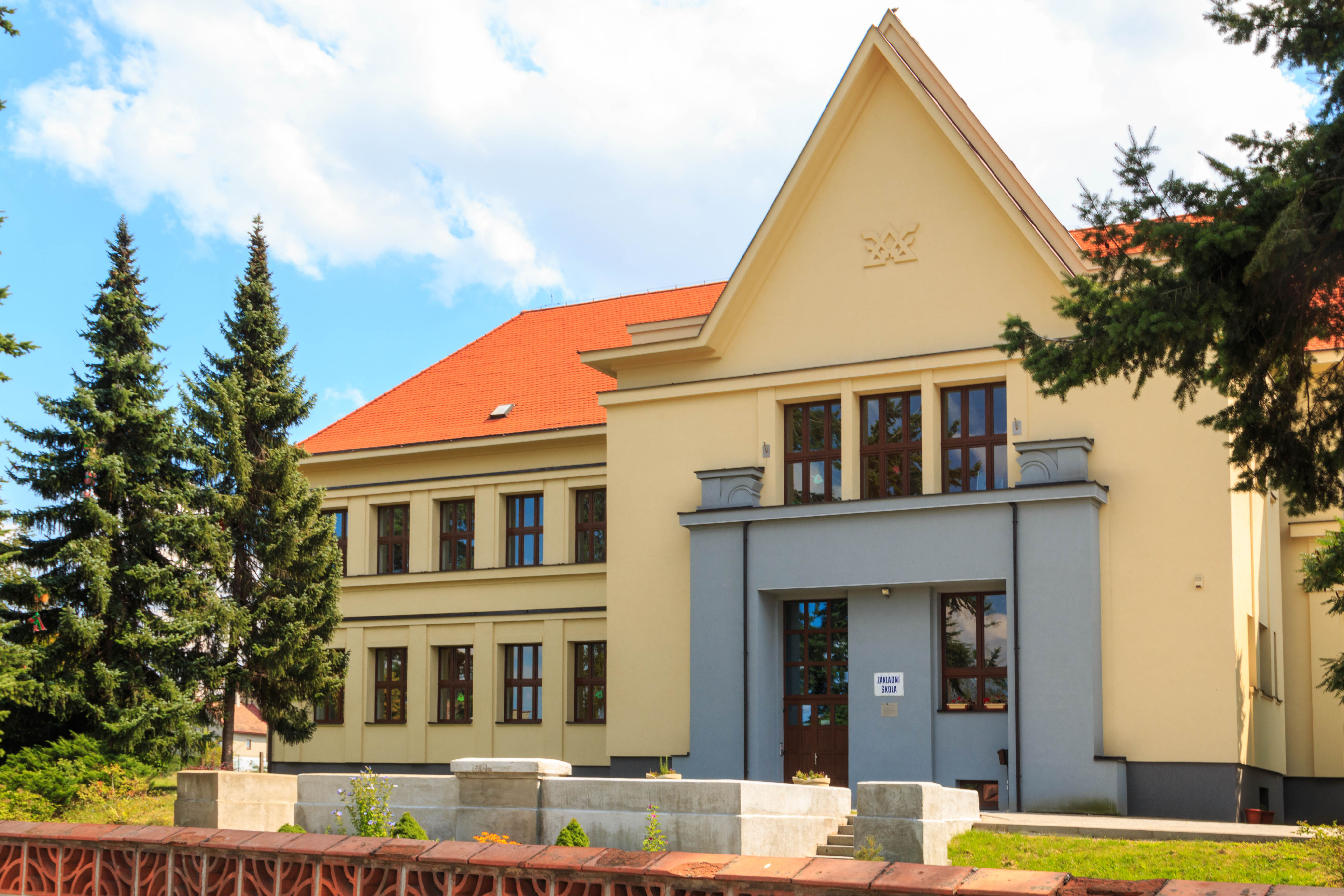
Základní a mateřská škola
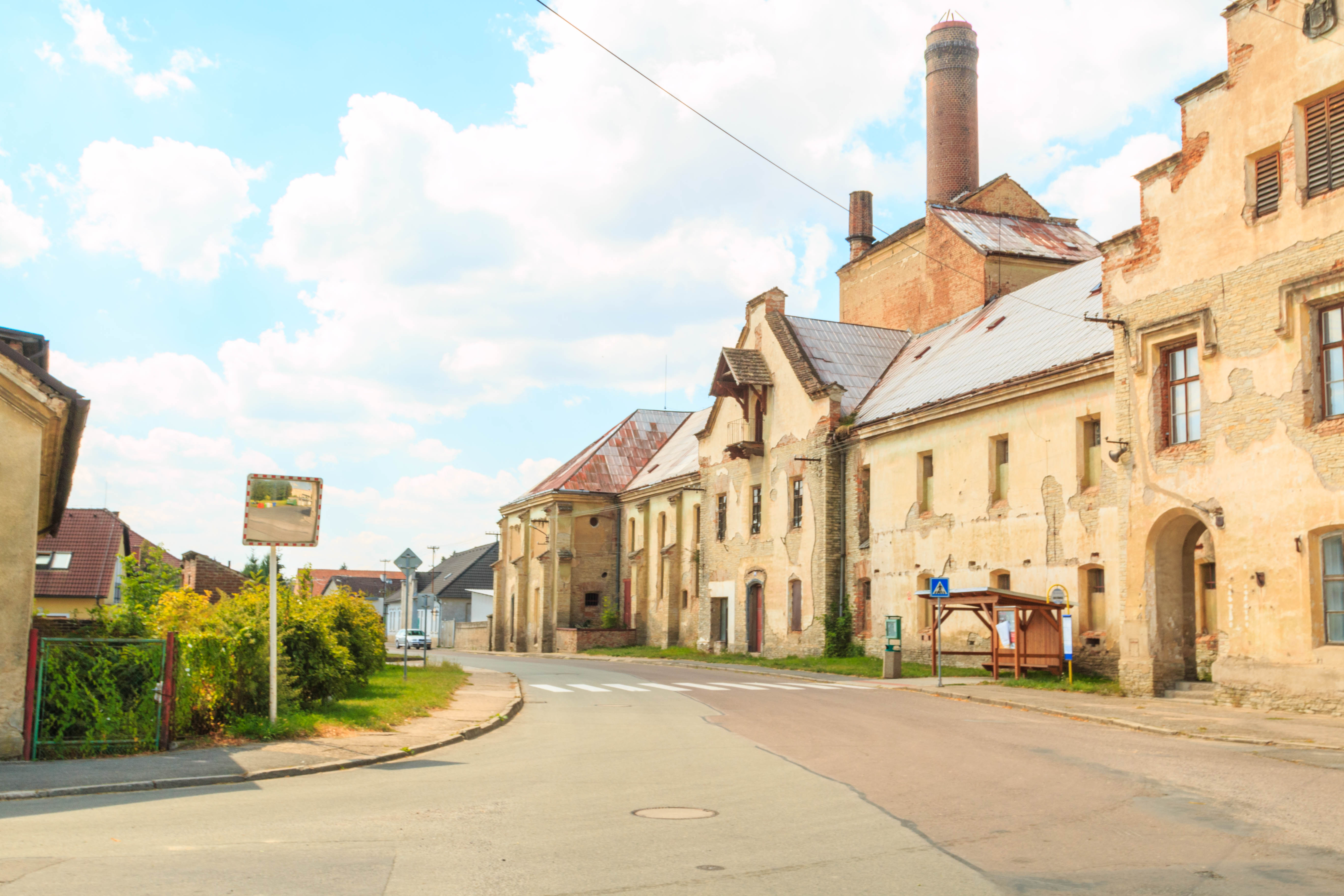
Bývalý knížecí pivovar